# 대구광역시상수도사업본부
대구광역시상수도사업본부(大邱廣域市上水道事業本部, Daegu Metropolitan City Waterworks Headquarters)는 대구광역시 내의 수돗물의 안정적 공급과 급수서비스의 향상을 기하고, 상수도사업의 공공성과 전문성을 확보하기 위하여 대구광역시청 산하에 설치된 사업소이다.
상수도사업본부장은 지방부이사관으로 보한다.

## 연혁
- 1964년 12월 5일: 경상북도 대구시 수도과에서 경상북도 대구시 수도국으로 승격
- 1969년 1월 29일: 경상북도 대구시 수도국에서 지방공기업으로 분리
- 1989년 9월 1일: 대구직할시 상수도사업본부 설치
- 1995년 1월 1일: 대구광역시 상수도사업본부로 변경

## 조직
본부장
- 경영부
- 생산수질부
- 급수부

### 산하기관
시설관리소장은 지방기술서기관으로, 수질연구소장은 지방보건연구관이나 지방환경연구관으로 보한다.
| 명칭       | 사진 | 주소              | 관할구역 |
| ---------- | ---- | ----------------- | -------- |
| 시설관리소 |      | 북구 동북로 92    |          |
| 수질연구소 |      | 달서구 당산로 176 |          |

### 정수사업소
매곡·고산정수사업소장은 지방기술서기관으로, 문산·가창·죽곡정수사업소장은 지방공업사무관 또는 지방시설사무관으로 보한다.
| 명칭           | 사진 | 주소                            | 관할구역 |
| -------------- | ---- | ------------------------------- | -------- |
| 매곡정수사업소 |      | 달성군 다사읍 달구벌대로 717    |          |
| 고산정수사업소 |      | 수성구 유니버시아드로 234       |          |
| 가창정수사업소 |      | 수성구 파동로2길 16             |          |
| 죽곡정수사업소 |      | 달성군 다사읍 강정본길 88       |          |
| 문산정수사업소 |      | 달성군 다사읍 달구벌대로92길 70 |          |

### 지역사업소
지역사업소장은 지방행정사무관으로 보한다. 다만, 달성사업소장은 지방행정사무관 또는 지방시설사무관으로 보한다.
| 명칭         | 사진 | 주소                            | 관할구역   |
| ------------ | ---- | ------------------------------- | ---------- |
| 중남부사업소 |      | 남구 이천로 147                 | 중구, 남구 |
| 동부사업소   |      | 동구 송라로 155                 | 동구       |
| 서부사업소   |      | 서구 국채보상로34길 48          | 서구       |
| 북부사업소   |      | 북구 침산로 218                 | 북구       |
| 수성사업소   |      | 수성구 달구벌대로489안길 11     | 수성구     |
| 달서사업소   |      | 달서구 당산로 176               | 달서구     |
| 달성사업소   |      | 달성군 현풍읍 현풍중앙로 144-34 | 달성군     |

## 논란
2018년 5월 21일과 24일 매곡취수장과 문산취수장에서 발암물질인 과불화옥탄산 등 과불화화합물이 수돗물에서 검출되었다. 상수도사업본부는 구미공단에서 이러한 물질이 배출된 것으로 판단하였다. 환경부는 해당 물질을 배출한 사업장을 확인하고 배출을 차단했으며, 검출 수준이 건강에 우려되는 수준은 아니지만 선제적으로 저감조치를 실시했다고 밝혔다.
상수도사업본부는 '수돗물 사용에 문제가 없다.'고 밝혔지만 이 유해물질이 끓이거나 고도정수처리를 거쳐도 없어지지 않는다고 알려지면서 대구지역에서는 생수를 사재기하는 혼란이 벌어졌으며, 청와대 국민청원에 대안을 마련하라는 요구가 게시되었다.